# Sphacophilus nigriceps
Sphacophilus nigriceps – gatunek błonkówki  z rodziny obnażaczowatych i podrodziny sterictiphorinae.

## Zasięg występowania
Sr. część Ameryki Północnej od Illinois, Manitoby i Alberty na płn., po Arkansas, Teksas i Nowy Meksyk na płd. 

## Budowa ciała
Samce postaci dorosłych osiągają 6,5 mm długości, zaś samice 7 mm.

## Biologia i ekologia
Znaną rośliną żywicielską jest Petalostemum multiflorum z rodziny bobowatych.